# Francis Malbone
Francis Malbone (ur. 20 marca 1759 roku w Newport, Rhode Island, zm. 4 czerwca 1809 roku w Waszyngtonie) – amerykański kupiec i polityk związany z Partią Federalistyczną.
W latach 1793–1797 podczas trzeciej i czwartej kadencji Kongresu Stanów Zjednoczonych był przedstawicielem stanu Rhode Island w Izbie Reprezentantów Stanów Zjednoczonych.
W marcu 1809 roku powrócił do Kongresu, tym razem jako senator z Rhode Island. Funkcję tę piastował tylko przez 3 miesiące, gdyż 4 czerwca 1809 roku zmarł na schodach budynku Kapitolu Stanów Zjednoczonych w Waszyngtonie. Został pochowany na Cmentarzu Kongresowym w Waszyngtonie.